# Carex norvegica
Carex norvegica je druh jednoděložné rostliny z čeledi šáchorovité (Cyperaceae), rodu ostřice (Carex).

## Popis
Jedná se o rostlinu dosahující výšky nejčastěji 5–40 cm.. Je vytrvalá a hustě trsnatá. Listy jsou střídavé, přisedlé, s listovými pochvami. Lodyha je trojhranná, vzpřímená, asi 2× delší než listy. Čepele jsou nejčastěji 1,5–5 mm široké. Bazální pochvy jsou purpurové až purpurově černé. Carex norvegica patří mezi různoklasé ostřice, nahoře je klásek převážně samčí (i se samičími květy), dolní klásky jsou pak čistě samičí. Samčí klásek je jeden, ovšem na vrcholu často obsahuje i nějaké samičí květy, samičích klásků je nejčastěji 1–2, vzácněji až 3, jsou kulovité až podlouhlé, 4–10 mm dlouhé, krátce stopkaté a vzpřímené, horní až přisedlé a hlávkovitě shloučené. Dolní listen je kratší nebo o něco delší než celé květenství. Okvětí chybí. V samčích květech jsou zpravidla 3 tyčinky. Blizny jsou většinou 3. Plodem je mošnička, která je 1,8–3 mm dlouhá, široce vejčitá až obvejčitá, zelenavá, olivově hnědá až tmavě hnědá, na vrcholu je krátký nevýrazný dvouklaný zobánek. Každá mošnička je podepřená plevou, která je za zralosti tmavě hnědá až černá se stejně zbarveným kýlem a na okraji úzkým blanitým lemem. Počet chromozómů: 2n=56.

## Rozšíření ve světě
Carex norvegica je severský a vysokohorský druh, roste často v tundře. Vyskytuje se v Alpách, v horách Skotska ve Skandinávii, na Islandu a v Grónsku. V Severní Americe roste ve východní části Kanady. Existuje ještě příbuzný druh Carex media, který roste v severní Evropě, v horách střední Asie, na Sibiři a Dálném východě a v severní části severoamerického kontinentu. V Alpách jsou rozlišovány 2 subspecie a to nominátní Carex norvegica subsp. norvegica a Carex norvegica subsp. pusteriana (některými autory uváděná pod druhem Carex media jako Carex media subsp. pusteriana. V České republice Carex norvegica neroste, nejblíže ji najdeme v Alpách.